# 新加坡藝術學院
新加坡藝術學院（英語：School of the Arts, Sinagpore；簡稱：SOTA）是新加坡一所學術地位界於中等教育與高等教育之間的藝術專科學校。SOTA乃由新加坡「資訊、通訊暨藝術部」於2004年所發起、旨於培養具藝術天份並有才能的年輕學子進入藝術界的專科學校。
SOTA的新校區座落於國泰戲院旁（於新加坡城中）。校長為Mrs Rebecca Chew；校址初定為：1 Zubir Said Drive（Zubir Said為新加坡國歌的作曲人）。

## 辦學宗旨
創造一個活絡的學習環境，能別出心裁地主導藝術領域；以培養能運用創意天份、為社會添增豐富性的領袖為宗旨；為實驗、表達與發現喝采。

## 課程安排
新加坡藝術學院採用一個總共為期6年的課程，以聯結藝術與學術，畢業時頒授「國際文憑」（International Baccalaureate，IB）予畢業生。
根據SOTA校章，學生入學前，將以音樂、舞蹈、戲劇表演、視覺藝術等為入學審核項目。比較特別的，是學生除了入學後將於個別科系中深造；審核時，將同時綜合評估以上4項藝術才能；就學期間，也將在各方面有接觸和學習的機會。 
SOTA預定以20至25名學生為限成立一個班級。

## 外部連結
- SOTA官方網站 （页面存档备份，存于）
- SOTA課程資訊（PDF） （页面存档备份，存于）
- SOTA新闻－News （页面存档备份，存于）